# 李愔
李愔（約621年—667年），太宗李世民第六子，母隋炀帝女楊妃。

## 生平
贞观五年，李愔封“梁王”，贞观七年，任襄州刺史。贞观十年，改封“蜀王”，任益州都督，贞观十三年，实封八百户，任岐州刺史。李愔好狩猎、多非法行為，太宗叱責教誨，李愔不改，太宗大怒，叱李愔“禽兽调伏，可以驯扰于人；铁石镌炼，可为方圆之器。至如愔者，曾不如禽兽铁石乎！”封户、属官减半，左遷虢州刺史。贞观二十三年，太宗去世，高宗加李愔满千户。李愔再狩猎扰民。典軍楊道整叩馬进諫，被李愔殴打。永徽元年，御史大夫李乾祐弹劾李愔之罪，高宗大怒，左遷李愔黄州刺史。楊道整提拔为匡道府折衝都尉。
永徽四年，因母兄吴王李恪因诬被杀，李愔废为庶人，移居巴州。不久之后，改封涪陵郡王。乾封二年二月戊戌，李愔去世。咸亨初年，复蜀王爵位，追贈益州大都督。陪葬昭陵，谥号“悼”。有碑一方，现已亡佚。墓葬不明。

## 子女
- 李璠，嗣蜀王，后被武則天流放至归誠州而死（永昌元年（689年））。神龙初，中宗以其兄吴王李恪孙朗陵王李玮子李褕为“嗣蜀王”。
- 李璹，广都郡王，永昌元年四月二十二日（689年5月16日）被诛杀。
- 李瑾，江陵郡王。
- 宝安县主，嫁武周溱州司户崔思古。生高宗辇郎崔子偘。

## 传记资料
- 《旧唐书》卷七十六·列传第二十六·蜀王愔传
- 《新唐書》卷八十·列传第五·蜀王愔传